# 한윤 (후한)
한윤(韓胤, ?~197년)은 중국 후한 말기에 원술(袁術)의 막료이다.

## 생애
원술(袁術)을 섬겼다.
원술의 아들과 여포(呂布)의 딸의 혼례를 치루기 위해 여포의 딸을 맞이하였다. 하지만 진규(陳珪)로부터 조조(曺操)와 대적할 위험성이 있다는 얘기를 들은 여포는 한윤을 붙잡아 허창으로 보내었고, 한윤은 조조에게 처형 당했다.

## 《삼국지연의》에서의 한윤
《삼국지연의》에서도 원술의 아들과 여포의 딸의 혼례를 치루기 위하여 여포에게 방문하였다. 이때 원술과 동맹을 추진하려는 진궁(陳宮)과 함께 의기투합 하였으나, 유비(劉備), 조조에게 결탁한 진규(陳珪)의 방해 공작으로 여포에게 붙잡혔다. 재차 파견된 원술의 사자가 여포에게 죽자, 목에 칼이 채워진 채 허창에 호송되어 조조에게 처형당했다.